# Início (revista)
Início - Revista de Arte, Literatura e Crítica foi uma das várias e efémeras revistas do seu tipo. O seu Nº 1 sai em Janeiro de 1915 e o sexto e último número em Junho desse  mesmo ano de 1915.
Num caixilho ao alto da pág. 1 do seu Nº 1 ficamos a saber que se trata de uma revista mensal de arte, literatura e crítica, sendo seus directores literários Henrique Velez Mouta e Hermenegildo António, o seu Director Artístico Guilherme Felgueiras e o seu editor Júlio Pereira. Refere ainda que a Redacção e Tipografia se encontravam nas Oficinas do Mundo, 57-59.
Ao longo dos seus seis números, e para além da participação habitual dos seus directores, reuniu a colaboração literária de Castelo de Morais, Augusto de Santa Rita, Ruy Chianca, Jaime Cortesão , Leonardo Coimbra, Maria Amália Vaz de Carvalho, Duarte de Almeida, Delfim Guimarães, Silva Passos, Augusto do Nascimento, César Casqueiro e Álvaro de Castelões. Reuniu ainda a colaboração artística de  Abel Manta, Cervantes de Haro, Francisco Valença, Almeida Azevedo e Roque Gameiro .
No editorial do seu nº1, Razão do título e fins em vista, texto não assinado, a Início começa por referir que, apesar da guerra e dos tempos conturbados, a revista fazia sentido, “como estímulo e passe ao grande círculo das letras” referindo, de seguida – e aí profeticamente - que “sem dúvida que em parte, a nova geração tomará na história das letras lugar de inconfundível destaque pela feição interessante que assume em alguns poetas e prosadores”. No restante e no essencial, este editorial destina-se a uma profissão de fé racionalista e positivista, indicando a posição da revista no debate que, entretanto, estalara no movimento da Renascença Portuguesa entre António Sérgio e Teixeira de Pascoais, defendendo aquele um activismo imediatista, pragmático, dirigido ao concreto, ao real social, em contraste com o mediatismo teorético, poético e especulativo, assumido pelos mais distantes do pragmatismo e mais próximos da inteligência poética e filosófica de Pascoaes.